# Russula decipiens
Russula decipiens (Singer) Kühner & Romagn., Docums Mycol. 15(no. 60): 42 (1985).

## Descrizione della specie
Cappello
5-10 cm di diametro, prima convesso, poi piano con il centro a volte depresso.
cuticolaseparabile per un terzo, liscia, lievemente rugosa nella zona mediana, di colore rosso con centro decolorato bianco-crema.
Lamelle
Fitte, sinuate, con lamellule, colore crema-ocra.
Gambo
3,5-6 x 1,2-1,8 cm, svasato all'apice, a volte ingrossato alla base, ruguloso, bianco, con tendenza a imbrunire alla base in vecchiaia.
Carne
Bianca, tendente ad imbrunire sul gambo in vecchiaia.
- Odore: fruttato.
- Sapore: acre.

Microscopia
Spore7,5-9,5x6,5-7,5 µm, ovoidali o sub-globose, con verruche piuttosto alte, reticolate, gialle in massa.
Dermatocistidi60-100 x 8-11 µm.

## Habitat
Cresce sotto latifoglie.

## Commestibilità
Non commestibile per via del sapore piccante, sospetto.

## Etimologia
Dal latino decipiens = che inganna.

## Sinonimi e binomi obsoleti
- Russula maculata var. decipiens Singer, Bull. trimest. Soc. mycol. Fr. 46: 212 (1931) [1930]